# Neoperla bella
Neoperla bella (лат.) — вид веснянок рода Neoperla из семейства настоящие веснянки (Perlidae).

## Распространение
Африка: Республика Конго, Демократическая Республика Конго, Эфиопия.

## Описание
Веснянки средней величины (около 1 см). Длина передних крыльев 8,7—13,2 мм. Спинная сторона охристая. Дугообразная темная полоса вдоль затылочного шва простирается до глаза, пятно напротив оцеллия немного выступает. Расстояние между оцеллиями около 1,5 диаметров. Антенна и церки темно-коричневые, все бедра ярко-желтые, все голени и лапки темно-коричневые. ДНК были секвенированы с использованием метода геномного скиминга для экземпляров, представляющих часть географического распространения этого вида и обеспечивающего максимальную поддержку (100/100/100) монофилии вида. Вид имеет очень сильную поддержку (94,1/95/100) как сестринский по отношению к Neoperla bipolaris + Neoperla schuelei. Вид Neoperla bella внешне сходен с похожим западноафриканским Neoperla spio. Оба вида имеют мелкие наружные зубцы на наружной стороне пениса. Neoperla spio имеет желтоватую окраску без рисунка. Оба вида отличаются формой склерита самца T7 и HT10, а также более крупными шипами эндофаллуса у N. spio. У самок N. bella значительно короче сперматекальный стебель SSt и примерно в два раза больше яичных бороздок, чем у N. spio. Neoperla amoena и Neoperla nigricauda похожи на N. bella по окраске, но значительно отличаются по строению. У самок SSt значительно длиннее, чем у N. bella.

## Таксономия и этимология
Таксон был впервые описан в 2023 году немецким энтомологом Питером Цвиком (Шлиц; Германия) и австралийским биологом Андреасом Цвиком (Australian National Insect Collection; CSIRO; Канберра, Австралия). Название вида представляет собой женский род латинского прилагательного bellus (красивый), что указывает на внешний вид экземпляров. Однако окраска быстро исчезает при хранении.